# The Name Chapter: Temptation
The Name Chapter: Temptation – piąty minialbum południowokoreańskiej grupy TXT, wydany 27 stycznia 2023 roku przez wytwórnię Big Hit Entertainment i Republic Records. Płytę promował singel „Sugar Rush Ride”.

## Lista utworów
| CD | CD                                                     | CD | CD                    | CD      |
| Nr | Tytuł utworu                                           | Tekst | Muzyka                | Długość |
| -- | ------------------------------------------------------ | --- | --------------------- | ------- |
| 1. | „Devil by the Window”                                  | Slow Rabbit, Blvsh, Chris James | Slow Rabbit           | 3:06    |
| 2. | „Sugar Rush Ride”                                      | Slow Rabbit, Sofia Kay, Supreme Boi, Moa "Cazzi Opeia" Carlebecker, "Hitman" Bang, Salem Ilese, Krysta Youngs, Myah Marie Langston, Ollipop                                 | Slow Rabbit           | 3:07    |
| 3. | „Happy Fools” (z Coi Leray)                            | Slow Rabbit, Yeonjun, Leray, Akil "Worldwidefresh" King, Beomgyu, Taehyun, Revin, Soobin, Hueningkai                                                                        | Slow Rabbit           | 2:36    |
| 4. | „Tinnitus (Wanna Be a Rock)” (kor. 돌멩이가 되고 싶어) | Ebby, Dystinkt Beats, Smash David, David Cabral, Taehyun, Jeon Ji-eun, Yeonjun, Lee Seu-ran, Stella Jang, Jo Yoon-kyung, Danke, January 8th                                 | Dystinkt Beats, David | 2:37    |
| 5. | „Farewell, Neverland” (kor. 네버랜드를 떠나며)         | Carson Thatcher, "Hitman" Bang, Joseph Kurbanov, Revin, James Sullivan, Jake Torrey, Peter Thomas, El Capitxn, Yeonjun, Carlebecker, Ellen Berg, Jeong Jin-woo, Jang, Danke | Thatcher              | 3:01    |

## Notowania
| Lista                                       | Pozycja |
| ------------------------------------------- | ------- |
| South Korean Albums (Circle)                | 1       |
| Austrian Albums (Ö3 Austria)                | 4       |
| Belgian Albums (Ultratop Flanders)          | 5       |
| Belgian Albums (Ultratop Wallonia)          | 4       |
| Canadian Albums (Billboard)                 | 15      |
| Danish Albums (Hitlisten)                   | 40      |
| Dutch Albums (Album Top 100)                | 26      |
| French Albums (SNEP)                        | 3       |
| German Albums (Offizielle Top 100)          | 12      |
| Hungarian Albums (MAHASZ)                   | 1       |
| Italian Albums (FIMI)                       | 52      |
| Japanese Albums (Oricon)                    | 1       |
| Japanese Combined Albums (Oricon)           | 1       |
| Japanese Hot Albums (Billboard Japan)       | 1       |
| Spanish Albums (PROMUSICAE)                 | 20      |
| Swedish Physical Albums (Sverigetopplistan) | 17      |
| Swiss Albums (Schweizer Hitparade)          | 3       |
| US Billboard 200                            | 1       |
| US World Albums (Billboard)                 | 1       |

## Sprzedaż
| Kraj             | Sprzedaż   |
| ---------------- | ---------- |
| Korea Południowa | 2 634 872+ |
| Japonia          | 208 421+   |
| USA              | 259 000+   |